# Mankyua
Mankyua — монотипний рід з родини вужачкових (Ophioglossaceae). Його єдиний вид, M. chejuense, росте лише на острові Чеджу в Південній Кореї. Хоча ця рослина явно офіоглосоїдна в широкому сенсі, її точне кладистичне положення невідоме. Це може бути базальним відгалуженням офіоглосоїдної клади в строгому сенсі.
Назва роду Mankyua — на честь Ман Кю Пака (1906-1988), який був південнокорейським дослідником і ботаніком (птеридологія).
Рід був описаний Бюн Юн Суном, Мун Хонг Кімом і Чул Хван Кімом у Taxon том 50 (випуск 4) на сторінці 1020 у 2001 році.